# Обиточненский сельский совет
Обиточненский сельский совет (укр. Обіточненська сільська рада) — входит в состав
Черниговского района
Запорожской области
Украины.
Административный центр сельского совета находится в
с. Обиточное.

## История
- 1974 — дата образования.

## Населённые пункты совета
- с. Обиточное
- с. Салтычия